# Servicio de Policía de Irlanda del Norte
El Servicio de Policía de Irlanda del Norte (abreviado PSNI, por sus iniciales del inglés, Police Service of Northern Ireland; en irlandés: Seirbhís Póilíneachta Thuaisceart Éireann; Ulster-Scots: Polis Service o Norlin Airlan) es la fuerza policial nacional que sirve a Irlanda del Norte. Es el sucesor del Royal Ulster Constabulary (RUC) después de que fuera reformado y renombrado en 2001 por recomendación del Informe Patten.
Aunque la mayoría de los oficiales del PSNI son protestantes del Úlster, este dominio no es tan pronunciado como era en el RUC debido a las políticas de acción positiva. La RUC era una fuerza policial armada y desempeñó un papel clave en la vigilancia del conflicto violento conocido como «los Disturbios». Como parte del Acuerdo del Viernes Santo, hubo un acuerdo para introducir un nuevo servicio policial inicialmente basado en el cuerpo de agentes del RUC. Como parte de la reforma, se creó una Comisión Independiente de Policía para Irlanda del Norte (la Comisión Patten) y el RUC fue reemplazado por el PSNI el 4 de noviembre de 2001. La Ley de Policía (Irlanda del Norte) de 2000 nombró al nuevo servicio de policía como el Servicio de Policía de Irlanda del Norte (que incorpora la Policía Real del Úlster); acortado al Servicio de Policía de Irlanda del Norte con fines operativos.
Todos los principales partidos políticos en Irlanda del Norte ahora apoyan al PSNI. Al principio, el Sinn Féin, que representaba aproximadamente una cuarta parte de los votantes de Irlanda del Norte en ese momento, se negó a respaldar al PSNI hasta que las recomendaciones de la Comisión Patten se implementaran por completo. Sin embargo, como parte del Acuerdo de St Andrews, el Sinn Féin anunció su plena aceptación del PSNI en enero de 2007.
En comparación con las otras 44 fuerzas policiales territoriales del Reino Unido, el PSNI es el tercero más grande en términos de número de oficiales (después del Servicio de Policía Metropolitana y la Policía de Escocia) y el segundo más grande en términos de área geográfica de responsabilidad, después de la Policía de Escocia. El PSNI es aproximadamente la mitad del tamaño de Garda Síochána en términos de números de oficiales.

## Control
El SPIN es supervisado por la comisión de interior del parlamento norirlandés.. 
Asimismo existe un Ombudsman para asuntos policiales en Irlanda del Norte que trata las posibles quejas sobre el modo de llevar las investigaciones del SPIN. Actualmente ocupa el cargo Nuala O'Loan.
The Oversight Commissioner se asegura de que las recomendaciones del Informe Patten sean puestas en marcha de manera comprensible y fidedigna.

## Reclutamiento
Actualmente el SPIN aplica una política de discriminación positiva con el objeto de conseguir que el 50% de sus efectivos pertenezcan a la comunidad católica norirlandesa, con el objeto de revertir la situación de desequilibrio que padecía el RUC, según las recomendacones del Informe Patten. El nombre y símbolos de la organización fueron diseñados para evitar que se sintieran discriminadas cualquiera de las dos comunidades principales. En 2006, el 20% de los miembros del SPIN ya eran católicos, un progreso en comparación con el 8.3% del antiguo RUC.

## Políticas
En septiembre de 2006, se confirmó que un alto cargo del SPIN, Judith Gillespie aprobó la política del SPIN de uso de los niños como confidentes incluyendo en circunstancias excepcionales el pasar información sobre sus propias familias, pero no sobre sus padres.